# Herborn (Rosport-Mompach)
Herborn (luxemburgisch Hierberⓘ) ist ein Ortsteil der Gemeinde Rosport-Mompach, Kanton Echternach im Großherzogtum Luxemburg.

## Lage
Herborn liegt  ganz im Süden der Gemeinde Rosport-Mompach am Hierberbësch (Herborner Wald). Durch den Ort fließt der Huesebach. Nachbarorte sind im Nordosten Mompach und im Süden Berburg und Lellig.

## Geschichte
Die Gegend um Herborn war schon zu Zeiten der Römer besiedelt, Zeuge dieser Zeit ist ein um 1900 ausgegrabenes römisches Mosaik.
Erstmals urkundlich belegt ist Herborn für das Jahr 1225 und wurde als Herburen bezeichnet. 1413 wird der Ort Herburn und 1537 Herborn genannt.
Seit dem 1. Januar 2018 gehört Herborn zur Gemeinde Rosport-Mompach, die aus der Fusion der Gemeinden Rosport und Mompach entstanden ist, zuvor war der Ort Teil von Mompach.

## Sehenswürdigkeiten
Sehenswert ist die Kath. Pfarrkirche St. Jakobus, ein neuromanischer Bau des 19. Jahrhunderts. Außerdem befindet sich westlich des Ortes das Naturschutzgebiet Hierberbësch, welches der Naherholung dient.